# Ральченко, Андрей Петрович
Андрей Петрович Ральченко (1922 — 10 августа 1954) — младший сержант Красной армии; участник Великой Отечественной войны и полный кавалер ордена Славы.

## Биография
Родился в 1922 году в селе Ковалёвка (ныне Драбовский район, Черкасская область, Украина) в крестьянской семье. По национальности — украинец. Окончил семь классов школы. В 1939 году переехал в Днепропетровск, где работал в местном трамвайно-троллейбусном управлении.
В сентябре 1943 года после освобождения Днепропетровска был призван в Красную армию. В том же месяце (по другим данным — в октябре того же года) отправлен на фронт. Всю войну прослужил разведчиком в 808-м артиллерийском полку 253-й стрелковой дивизии.
26 сентября 1943 года Андрей Ральченко был в числе первых бойцов, форсировавших Днепр. 5 октября того же года на плацдарме благодаря лично проведённой Андреем Ральченко разведке была обнаружена и уничтожена минометная батарея. С 28 сентября по 8 ноября 1943 года в ходе разведки Ральченко обнаружил свыше десятка вражеских огневых точек, которые вскоре были уничтожены артиллерийским огнём. 20 января 1944 в ходе боёв за городской посёлок Озаричи (Гомельская область) Андрей Ральченко в ходе личной разведки обнаружил батарею противника, которая препятствовала продвижению советской пехоты. Вскоре после обнаружения батарея была подавлена. 9 июля 1944 года красноармеец Андрей Ральченко был награждён орденом Славы 3-й степени.
15 июля того же года во время боя близ села Лемешов (Гороховский район, Волынский район, Украина) вместе с другими разведчиками атаковал высоту, на которой успело закрепиться около взвода немецких солдат. Андрей Ральченко первым ворвался (по другим данным ворвался вместе с другими разведчиками) в траншею занятую противником, во время боя уничтожил несколько немецких солдат и взял одного в плен. 7 сентября 1944 года красноармеец Ральченко был награждён орденом Славы 2-й степени.
С 12 по 13 января 1945 года в ходе боёв близ города Лагов (Польша) младший сержант Андрей Ральченко находился впереди пехоты и корректировал огонь артиллерии. Благодаря полученным от него данным было уничтожено два пулемёта противника и была подавлена миномётная батарея. В ходе ликвидации окружённой группировки войск противника близ городского посёлка Хуциско (близ города Раку, Польша) Андрей Ральченко уничтожил пятерых немецких солдат. В местечке Курашкув (близ Раку) Андрей Ральченко вместе с отделением захватил в плен восьмерых немецких солдат. 10 апреля 1945 года младший сержант Андрей Ральченко был награждён орденом Славы 1-й степени и стал полным кавалером ордена Славы.
Демобилизовался в 1945 году. После демобилизации жил в селе Бегма (Синельниковский район, Днепропетровская область, Украина), затем переехал в город Синельниково. Скончался 10 августа 1954 года.

## Награды
Андрей Петрович получил следующие награды:
- Орден Славы 1-й степени (10 апреля 1945 — № 88)[3];
- Орден Славы 2-й степени (7 сентября 1944 — № 1957)[4];
- Орден Славы 3-й степени (9 июля 1944 — № 79933)[5];
- так же ряд прочих медалей.